# Olavius furinus
Olavius furinus är en ringmaskart som beskrevs av Erséus 2003. Olavius furinus ingår i släktet Olavius och familjen glattmaskar. Inga underarter finns listade i Catalogue of Life.